# Град живих мртваца
Град живих мртваца (итал. Paura nella città dei morti viventi; досл. Страх у граду живих мртваца) италијански је натприродни хорор филм из 1980. године, редитеља Луча Фулчија, са Кристофером Џорџом, Катрионом Макол, Карлом де Мејом и Антонелом Интерленги у главним улогама. Први је у Фулчијевој трилогији Седам капија пакла. Радња прати свештеника који се обеси на гробљу, што проузрокује да се Капије пакла отворе. Медијум Мери Вудхаус и репортер Питер Бел покушавају да их затворе пре него што постану заувек отворене на дан Свих светих.
Филм је настао на комерцијалном успеху претходног Фулчијевог остварења Острво живих мртваца (1979). Иако наслов на српском језику упућује да се ради о наставку, приче нису директно повезане. Сценариста Дардано Сакети био је инспирисан делима Хауарда Филипса Лавкрафта. Снимање се одвијало у првој половини 1980. у Њујорку, Савани и Риму.
Премијера је била 11. августа 1980, у дистрибуцији продукцијске куће Medusa Distribuzione. Добио је позитивне оцене критичара уз напомену да због појединих сцена није препоручљив свим гледаоцима. Оба наставка објављена су 1981, први под насловом Изван, а други Кућа поред гробља.

## Радња
У Њујорку, током парапсихолошке сеансе са медијумом Тересом, Мери Вудхаус има трауматичну визију свештеника који извршава самоубиство у малом граду по имену Дунвич. То проузрокује да се отворе седам древних капија пакла, због чега мртви устају из гробова. Мери се удружује са репортером Питером Белом и одлази у Дунвич да затвори капије пре него што буде прекасно.

## Улоге
| Глумац                 | Улога              |
| ---------------------- | ------------------ |
| Кристофер Џорџ         | Питер Бел          |
| Катриона Макол         | Мери Вудхаус       |
| Карло де Мејо          | Гери               |
| Џенет Огрен            | Сандра             |
| Антонела Интерленги    | Емили Робинс       |
| Ђовани Ломбардо Радиче | Боб                |
| Фабрицио Џовин         | отац Вилијам Томас |
| Микеле Соави           | Томи Фишер         |
| Венантино Венантини    | господин Рос       |
| Лучано Роси            | полицајац          |
| Лучо Фулчи             | др Џо Томпсон      |
| Аделаида Асте          | Тереса             |
| Мајкл Гента            | гробар             |
| Пери Пирканен          | плави гробар       |